# Watzelhain

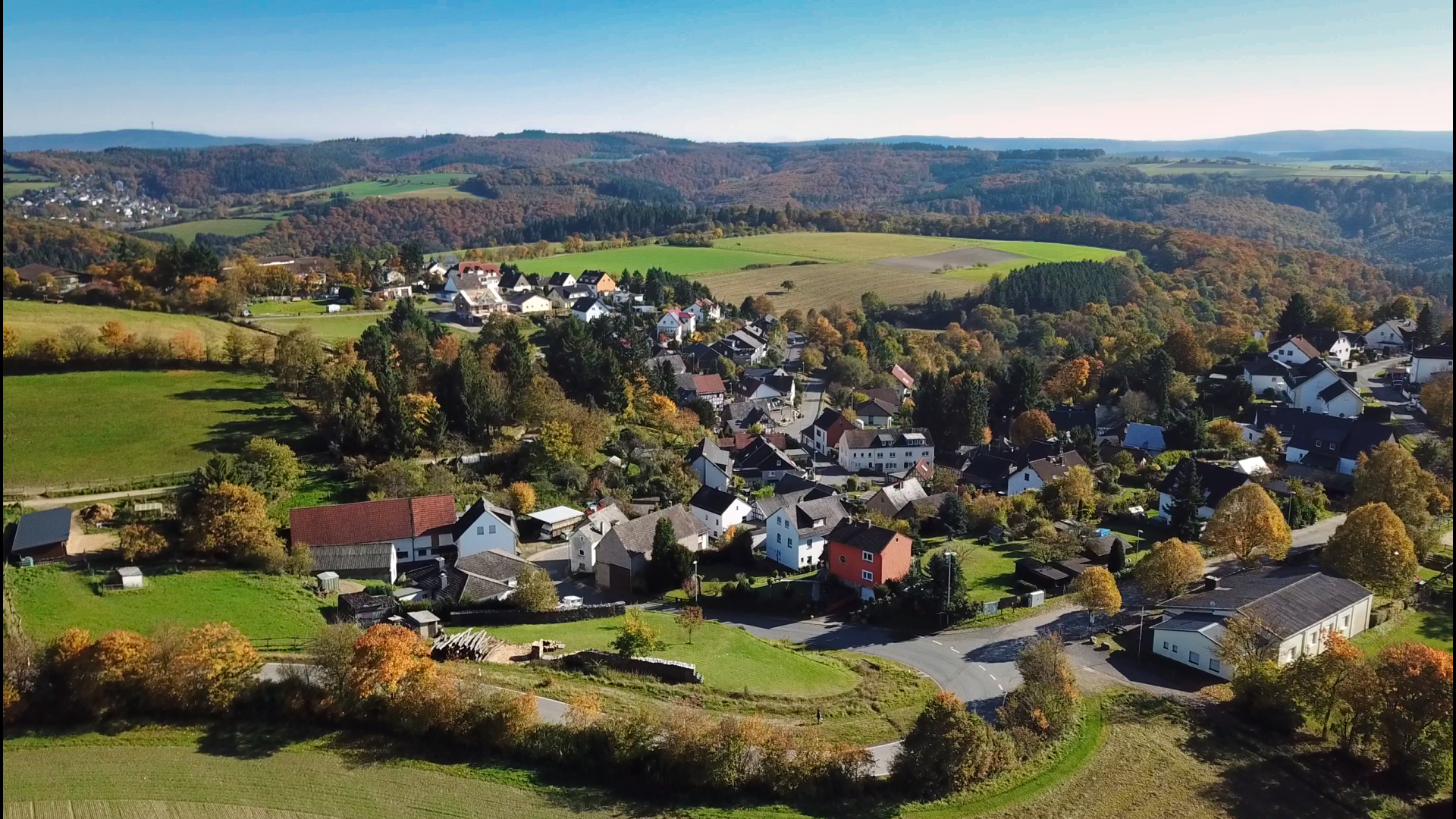
Luftbild von Watzelhain Gemeinde Heidenrod

 Watzelhain  ist ein Ortsteil der Flächengemeinde Heidenrod im südhessischen Rheingau-Taunus-Kreis.

## Geographie
Watzelhain liegt südlich von Kemel auf einem in Nord-Süd-Richtung gestreckten Höhenrücken, der zum Westlichen Aartaunus gehört, hoch über dem Dornbach II im Westen, dem Dornbach im Süden und dem Aulbach im Osten. Der Dornbach führt diese Gewässer nach Westen der Wisper zu. Der Ort ist umgeben von ausgedehnten landwirtschaftlichen Flächen, die von teilweise steil abfallenden bewaldeten Talhängen umrahmt sind. Der Höhenrücken hat im Norden Anschluss an die Kemeler Heide. Watzelhain liegt auf einer Höhe von 440 Metern.

## Geschichte
Um das Jahr 1250 wurde Watzelhain als Wazilnhagen erstmals urkundlich erwähnt.
Als letzter ehrenamtlicher Bürgermeister von Watzelhain war Georg Klos im Jahr 1965 der jüngste Bürgermeister in Hessen.
Im Zuge der Gebietsreform in Hessen schloss sich die Gemeinde Watzelhain mit 15 weiteren Gemeinden am 31. Dezember 1971 auf freiwilliger Basis zur Gemeinde Heidenrod zusammen. Für Watzelhain wurde wie für alle anderen Ortsteile ein Ortsbezirk mit Ortsbeirat und Ortsvorsteher eingerichtet.

## Kultur und Sehenswürdigkeiten
Das kleine Dorf besitzt ein markantes Backhaus.

## Wirtschaft und Infrastruktur

### Tourismus
Der Wispertaunus, an dessen Nordostgrenze Watzelhain liegt, ist von Watzelhain aus gut zu erreichen. Dies ist einer der waldreichsten Teile des Taunus und wurde zu großen Teilen als FFH-Gebiet ausgewiesen. Zudem ist die Region Teil des Naturpark Rhein-Taunus, der den Menschen eine naturnahe Erholung ermöglichen will. Auch die Kurstadt Bad Schwalbach ist über den östlichen Nachbarort Ramschied gut zu erreichen.

### Verkehr
Über den Höhenzug, auf dem Watzelhain liegt, verläuft in Nord-Süd-Richtung die K 678, die nach Norden in Richtung Kemel in die vom westlichen Nachbarort Springen kommende L 3455 einmündet, In dem 2,5 Kilometer entfernten Kemel besteht ein Anschluss an die Bundesstraße 260, über die man nach Norden zur Straße nach Laufenselden gelangt, dem zentralen Ortsteil von Heidenrod. In südlicher Richtung erreicht man auf der Bundesstraße die Kreisstadt Bad Schwalbach sowie Wiesbaden und das Rhein-Main-Gebiet.
Nach Süden führt die K 678 in einem bei Watzelhain beginnenden gut einen Kilometer langen Bachtal hinunter zur Wispertalstraße, die, zunächst am Dornbach, einem linken Zufluss der Wisper, talwärts nach Westen über Geroldstein in Richtung Lorch führt.